# Ngałang Sangdrol
Ngałang Sangdrol, Ngawang Sangdrol (ur. 1977) – mniszka tybetańska, chińska więźniarka polityczna, działaczka na rzecz praw człowieka.
Po raz pierwszy trafiła do aresztu jako 13-latka (1990) za udział w pokojowej demonstracji niepodległościowej w Lhasie. Ponad 10 lat przebywała w więzieniu w Drapczi, gdzie z 13 współwięźniarkami nagrała kasetę z pieśniami niepodległościowymi (1993); za ten czyn oraz inne symboliczne formy protestu w więzieniu władze chińskie wielokrotnie podwyższały jej wyrok – miała zostać zwolniona dopiero w 2013. Została jednak zwolniona w 2002, oficjalnie za dobre sprawowanie; uwolnienie miało miejsce krótko przed spotkaniem Jiang Zemina i George’a W. Busha. Mniszce zezwolono na opuszczenie ChRL; wyjechała do USA, gdzie podjęła pracę jako analityk dla International Campaign for Tibet. Podróżuje po świecie, informując o polityce chińskiej w Tybetańskim Regionie Autonomicznym oraz promując koncepcję rozwiązania problemu tybetańskiego, zaproponowaną przez Dalajlamę XIV; w maju 2005 gościła w Warszawie.